# Saison 6 de The Rookie
Chronologie
Saison 5 Saison 7
La sixième saison de la série télévisée américaine The Rookie : Le Flic de Los Angeles a été diffusée de février à mai 2024 aux États-Unis. Elle est constituée de 10 épisodes.

## Distribution

### Acteurs principaux
- Nathan Fillion (VF : Guillaume Orsat) : John Nolan
- Eric Winter (VF : Cédric Dumond) : Tim Bradford
- Melissa O'Neil (VF : Audrey Sourdive) : Lucy Chen
- Richard T. Jones (VF : Daniel Njo Lobé) : Wade Grey
- Alyssa Diaz (VF : Jessica Monceau) : Angela Lopez
- Mekia Cox (VF : Fily Keita) : Nyla Harper
- Shawn Ashmore (VF : Damien Witecka) : Wesley Evers
- Jenna Dewan (VF : Anouck Hautbois) : Bailey Nune
- Tru Valentino (VF : Alex Fondja) : Aaron Thorsen
- Lisseth Chavez (VF : Diane Kristanek) : Celina Juarez

### Acteurs récurrents
- Brent Huff (VF : Christian Pélissier) : Quigley Smitty
- Bridget Regan (VF : Anne Massoteau) : Monica Stevens (épisodes 1, 2, 5, 8, 9 et 10)
- Danielle Campbell (VF : Kelly Marot) : Blair London (épisodes 1, 3, 4, 5, 7, 8, 9 et 10)
- Angel Parker (VF : Jacky Tavernier) : Luna Grey (épisodes 2, 3, 5 et 8)

### Invités
- Arjay Smith (VF : Ismael Isma) : James Murray (épisode 2)
- Matthew Glave (VF : Maurice Decoster) : Oscar Hutchinson (épisodes 2, 9 et 10)
- Meg DeLacy (en) : Chastity Sneed (épisode 2)
- Flula Borg : Randy (épisode 2)
- Adam Shapiro : Jonathan Knight (épisode 3)
- Michael Kostroff : Rafael (épisode 3)
- Jaime Ray Newman : Stacey Walker (épisode 4)
- Brian J. White : Mark Greer (épisode 5)
- Dylan Conrique (VF : Camille Gondard) : Tamara Colins (épisodes 5, 6 et 7)
- Michael Beach (VF : Thierry Desroses) : commandant Percy West (épisode 6)
- Michael Trucco (VF : Ludovic Baugin) : Sean Del Monte (épisode 6)
- Chloe Wepper : (VF : Antonella Colapietro) Sidney (épisodes 7 et 9)
- Annie Chang : Officier Liz Diamond (épisodes 8, 9 et 10)
- Nick Gomez : Mad Dog (épisode 8)
- Sara Rue : Nell Forester (épisode 9)
- Daniel Bonjour (en) : Détective Pierson (épisodes 9 et 10)
- Will Beinbrink : Christian Bautista (épisodes 9 et 10)
- Preeti Desai (en) : Charlie Bristow (épisodes 9 et 10)
- A Martinez : Gundo (épisodes 9 et 10)
- Steve Kazee : Jason Wyler (épisode 10)
- Connor Price : DJ (épisode  2)

### Invités deThe Rookie: Feds
- Britt Robertson (VF : Camille Donda) : agent spécial Laura Stensen (épisode 10)
- Felix Solis (VF : Marc Saez) : agent spécial superviseur Matthew « Matt » Garza (épisode 10)
- Kevin Zegers (VF : Julien Allouf) : agent spécial Brendon Acres (épisode 10)

## Liste des épisodes

### Épisode 1:Contre-attaque
- États-Unis / Canada : 20 février 2024 sur ABC / CTV
- France : 
  - 27 décembre 2024 sur Série Club
  - 21 juin 2025 sur M6

- États-Unis : 3,77 millions de téléspectateurs (première diffusion)

- Danielle Campbell : Blair London
- Bridget Regan : Monica Stevens

### Épisode 2:Un mariage plein de surprises
- États-Unis / Canada : 27 février 2024 sur ABC / CTV
- France : 
  - 27 décembre 2024 sur Série Club
  - 21 juin 2025 sur M6

- États-Unis : 3,29 millions de téléspectateurs (première diffusion)

- Bridget Regan : Monica Stevens
- Angel Parker : Luna Grey
- Arjay Smith : James Murray
- Matthew Glave : Oscar Hutchinson
- Meg DeLacy (en) : Chastity Sneed
- Flula Borg : Randy

### Épisode 3:Panique sous les tropiques
- États-Unis / Canada : 5 mars 2024 sur ABC / CTV
- France :
  - 3 janvier 2025 sur Série Club
  - 21 juin 2025 sur M6

- États-Unis : 3,49 millions de téléspectateurs (première diffusion)

- Danielle Campbell : Blair London
- Angel Parker : Luna Grey
- Adam Shapiro : Jonathan Knight
- Michael Kostroff : Rafael

### Épisode 4:Le Tueur au pentagramme
- États-Unis / Canada : 26 mars 2024 sur ABC / CTV
- France :
  - 3 janvier 2025 sur Série Club
  - 21 juin 2025 sur M6

- États-Unis : 3,06 millions de téléspectateurs (première diffusion)

- Danielle Campbell : Blair London
- Jaime Ray Newman : Stacey Walker

### Épisode 5:Le Serment
- États-Unis / Canada : 2 avril 2024 sur ABC / CTV
- France : 
  - 10 janvier 2025 sur Série Club
  - 28 juin 2025 sur M6

- États-Unis : 3,40 millions de téléspectateurs (première diffusion)

- Danielle Campbell : Blair London
- Bridget Regan : Monica Stevens
- Dylan Conrique : Tamara Colins
- Brian J. White : Mark Greer
- Angel Parker : Luna Grey

### Épisode 6:Mensonges et Secrets
- États-Unis / Canada : 30 avril 2024 sur ABC / CTV
- France : 
  - 10 janvier 2025 sur Série Club
  - 28 juin 2025 sur M6

- États-Unis : 3,31 millions de téléspectateurs (première diffusion)

- Dylan Conrique : Tamara Colins
- Michael Beach : commandant Percy West
- Michael Trucco : Sean Del Monte

### Épisode 7:Cherche nounou désespérément
- États-Unis / Canada : 30 avril 2024 sur ABC / CTV
- France : 
  - 17 janvier 2025 sur Série Club
  - 28 juin 2025 sur M6

- États-Unis : 3,72 millions de téléspectateurs (première diffusion)

- Danielle Campbell : Blair London
- Chloe Wepper : Sidney
- Dylan Conrique : Tamara Colins

### Épisode 8:Guerre ouverte
- États-Unis / Canada : 7 mai 2024 sur ABC / CTV
- France : 
  - 17 janvier 2025 sur Série Club
  - 5 juillet 2025 sur M6

- États-Unis : 2,87 millions de téléspectateurs (première diffusion)

- Danielle Campbell : Blair London
- Bridget Regan : Monica Stevens
- Annie Chang : Officier Liz Diamond
- Nick Gomez : Mad Dog
- Angel Parker : Luna Grey

### Épisode 9:L'étau se resserre
- États-Unis / Canada : 14 mai 2024 sur ABC / CTV
- France : 
  - 24 janvier 2025 sur Série Club
  - 5 juillet 2025 sur M6

- États-Unis : 2,98 millions de téléspectateurs (première diffusion)

- Bridget Regan : Monica Stevens
- Danielle Campbell : Blair London
- Chloe Wepper : Sidney
- Annie Chang : Officier Liz Diamond
- Sara Rue : Nell Forester
- Daniel Bonjour (en) : Détective Pierson
- Will Beinbrink : Christian Bautista
- Preeti Desai (en) : Charlie Bristow
- A Martinez : Gundo

### Épisode 10:L'Évasion
- États-Unis / Canada : 21 mai 2024 sur ABC / CTV
- France : 
  - 24 janvier 2025 sur Série Club
  - 5 juillet 2025 sur M6

- États-Unis : 3,14 millions de téléspectateurs (première diffusion)

- Bridget Regan : Monica Stevens
- Danielle Campbell : Blair London
- Britt Robertson : Agent spécial Laura Stensen
- Felix Solis : Agent spécial superviseur Matthew « Matt » Garza
- Kevin Zegers : Agent spécial Brendon Acres
- Steve Kazee : Jason Wyler
- Matthew Glave : Oscar Hutchinson
- Annie Chang : Officier Liz Diamond
- Daniel Bonjour (en) : Détective Pierson
- Will Beinbrink : Christian Bautista
- Preeti Desai (en) : Charlie Bristow
- A Martinez : Gundo